# DR K
DR K – duński kanał telewizyjny należący do publicznego nadawcy Danmarks Radio (DR) i poświęcony tematyce kulturalnej oraz historycznej. Plany uruchomienia stacji o takim profilu pojawiły się w 2005 roku, ale ostatecznie jej start nastąpił dopiero 1 listopada 2009. 
Kanał dostępny jest w Danii w naziemnym przekazie cyfrowym, w sieciach kablowych i na platformach cyfrowych. Na potrzeby tych ostatnich prowadzony jest przekaz satelitarny, lecz jest on w całości kodowany. Transmisja internetowa dostępna jest wyłącznie dla użytkowników korzystających z duńskich adresów IP.